# Nowy Ład (pismo)
Nowy Ład – główny organ ideowo-programowy ONR ABC.

## Ogólna charakterystyka tytułu
Pismo zaczęło wychodzić w połowie 1933. Jego wydawcą był sygnatariusz Deklaracji Ideowej ONR Tadeusz Todtleben. Początkowo niewielkie objętościowo (4 strony), poruszało tematykę związaną ze Zjednoczeniem Zawodowym „Praca Polska”. Do jesieni 1933 wychodziło z podtytułem: „Dwutygodnik narodowo-radykalny”. W 1934 miała miejsce przerwa w wydawaniu periodyku. Po wznowieniu pismo miało podtytuł: „Czasopismo narodowe poświęcone sprawom robotniczym” i ukazywało się do lutego 1935. Wreszcie od sierpnia tego roku „Nowy Ład” ukazywał się z podtytułem „Miesięcznik polityczny” i liczył 16 stron.

## Publicystyka

### Wobec totalitaryzmów
Na łamach czasopisma wypowiadano się zdecydowanie przeciwko metodom urządzania społeczeństw i państw na sposób, jaki to czyniono w faszystowskich Włoszech, narodowosocjalistycznych Niemczech czy komunistycznym ZSSR. Twierdzono, że jest to obce tradycji i charakterowi polskiemu. Natomiast urządzenia te doskonale miały współgrać z usposobieniem tych narodów.

### Stosunek względem Żydów
Działacze ONR „ABC”, publikujący na łamach tytułu, stali na stanowisku, że należy „umiędzynarodowić sprawę żydowską”. Znaczyło to, że po przejęciu rządów przez narodowych radykałów społeczność międzynarodowa powinna pomóc Żydom w znalezieniu dla nich miejsca, gdzie mogliby stworzyć swoje państwo narodowe. Póki co zakładano, że Żydzi mieli być pozbawiani praw wyborczych.